# Hymenaster alcocki
Hymenaster alcocki är en sjöstjärneart som beskrevs av Jean Baptiste François René Koehler 1909. Hymenaster alcocki ingår i släktet Hymenaster och familjen knubbsjöstjärnor.
Artens utbredningsområde är Tanzania. Inga underarter finns listade i Catalogue of Life.